# Margherita di Berg
Margherita di Berg (1364 – 1442) è stata una nobildonna tedesca.

Stemma dei conti di Berg

Era figlia di Guglielmo II di Berg, duca di Berg e di Anna del Palatinato (1346-1415), figlia di Roberto II del Palatinato.

## Matrimonio e figli
Sposò nel 1379 Ottone I di Brunswick-Göttingen, duca di Brunswick-Göttingen, dal quale ebbe:
- Elisabetta (?-1444), sposata con il duca Erich I di Braunschweig-Grubenhagen (1380-1427);
- Guglielmo (1380-1391);
- Anna (1387-1426), sposò il margravio Guglielmo I di Meißen (1343-1407), poi il conte Guglielmo di Henneberg-Schleusingen (1384-1426);
- Ottone (1388-1463).

## Ascendenza
|                                                |                       |                                                             | Genitori                           |  |  | Nonni |  |  | Bisnonni                    |  |  | Trisnonni                   |  |
|                                                |                       |                                                             |                                    |  |  |       |  |  | Guglielmo I, duca di Jülich |  |  | Gerardo VI, conte di Jülich |  |
|                                                |                       |                                                             |                                    |  |  |       |  |  | Guglielmo I, duca di Jülich |  |  | Gerardo VI, conte di Jülich |  |
|                                                |                       | Elisabetta di Brabante                                      |                                    |  |  |       |  |  | Guglielmo I, duca di Jülich |  |  |                             |  |
| Gerardo, conte di Berg                         |                       |                                                             |                                    |  |  |       |  |  | Guglielmo I, duca di Jülich |  |  |                             |  |
|                                                |                       | Giovanna di Hainaut                                         | Guglielmo I, conte di Hainaut      |  |  |       |  |  |                             |  |  |                             |  |
|                                                |                       | Giovanna di Hainaut                                         | Guglielmo I, conte di Hainaut      |  |  |       |  |  |                             |  |  |                             |  |
|                                                |                       | Giovanna di Hainaut                                         | Giovanna di Valois                 |  |  |       |  |  |                             |  |  |                             |  |
| Guglielmo II, duca di Berg                     |                       | Giovanna di Hainaut                                         |                                    |  |  |       |  |  |                             |  |  |                             |  |
|                                                |                       | Ottone IV, conte di Ravensberg                              | Ottone III, conte di Ravensberg    |  |  |       |  |  |                             |  |  |                             |  |
|                                                |                       | Ottone IV, conte di Ravensberg                              | Ottone III, conte di Ravensberg    |  |  |       |  |  |                             |  |  |                             |  |
|                                                |                       | Ottone IV, conte di Ravensberg                              | Edvige di Lippe                    |  |  |       |  |  |                             |  |  |                             |  |
| Margherita di Ravensberg                       |                       | Ottone IV, conte di Ravensberg                              |                                    |  |  |       |  |  |                             |  |  |                             |  |
|                                                |                       | Margherita di Berg-Windeck                                  | Enrico di Berg, signore di Windeck |  |  |       |  |  |                             |  |  |                             |  |
|                                                |                       | Margherita di Berg-Windeck                                  | Enrico di Berg, signore di Windeck |  |  |       |  |  |                             |  |  |                             |  |
|                                                |                       | Margherita di Berg-Windeck                                  | Agnese di Mark                     |  |  |       |  |  |                             |  |  |                             |  |
| Margherita di Berg                             |                       | Margherita di Berg-Windeck                                  |                                    |  |  |       |  |  |                             |  |  |                             |  |
|                                                | Adolfo del Palatinato | Rodolfo I, duca dell'Alta Baviera e conte palatino del Reno |                                    |  |  |       |  |  |                             |  |  |                             |  |
|                                                | Adolfo del Palatinato | Rodolfo I, duca dell'Alta Baviera e conte palatino del Reno |                                    |  |  |       |  |  |                             |  |  |                             |  |
|                                                | Adolfo del Palatinato | Matilde di Nassau-Weilburg                                  |                                    |  |  |       |  |  |                             |  |  |                             |  |
| Roberto II, elettore e conte palatino del Reno | Adolfo del Palatinato |                                                             |                                    |  |  |       |  |  |                             |  |  |                             |  |
|                                                |                       | Ermengarda di Oettingen                                     | Ludovico VI, conte di Oettingen    |  |  |       |  |  |                             |  |  |                             |  |
|                                                |                       | Ermengarda di Oettingen                                     | Ludovico VI, conte di Oettingen    |  |  |       |  |  |                             |  |  |                             |  |
|                                                |                       | Ermengarda di Oettingen                                     | Agnese di Württemberg              |  |  |       |  |  |                             |  |  |                             |  |
| Anna del Palatinato                            |                       | Ermengarda di Oettingen                                     |                                    |  |  |       |  |  |                             |  |  |                             |  |
|                                                |                       | Pietro II, re di Sicilia                                    | Federico III, re di Sicilia        |  |  |       |  |  |                             |  |  |                             |  |
|                                                |                       | Pietro II, re di Sicilia                                    | Federico III, re di Sicilia        |  |  |       |  |  |                             |  |  |                             |  |
|                                                |                       | Pietro II, re di Sicilia                                    | Eleonora d'Angiò                   |  |  |       |  |  |                             |  |  |                             |  |
| Beatrice di Sicilia                            |                       | Pietro II, re di Sicilia                                    |                                    |  |  |       |  |  |                             |  |  |                             |  |
|                                                |                       | Elisabetta di Carinzia                                      | Ottone III, duca di Carinzia       |  |  |       |  |  |                             |  |  |                             |  |
|                                                |                       | Elisabetta di Carinzia                                      | Ottone III, duca di Carinzia       |  |  |       |  |  |                             |  |  |                             |  |
|                                                |                       | Elisabetta di Carinzia                                      | Eufemia di Slesia-Liegnitz         |  |  |       |  |  |                             |  |  |                             |  |
|                                                |                       | Elisabetta di Carinzia                                      |                                    |  |  |       |  |  |                             |  |  |                             |  |